# Харлово
Ха́рлово (рос. Харлово) — село у складі Краснощоковського району Алтайського краю, Росія. Адміністративний центр Харловської сільської ради.

## Населення
Населення — 1457 осіб (2010; 1576 у 2002).
Національний склад (станом на 2002 рік):
- росіяни — 96 %